# Wandelzee
De Wandelzee is een randzee in de Noordelijke IJszee die zich uitstrekt van Groenland in het westen tot Spitsbergen in het oosten. 
De zee strekt zich naar het westen uit tot aan Kaap Morris Jesup met daar ten westen van de Lincolnzee. Naar het zuiden strekt de zee zich tot aan Straat Fram, de zeestraat tussen Groenland en Spitsbergen. Voorbij de zeestraat ligt de Groenlandzee.
Twee grote fjorden die uitkomen op de Wandelzee zijn het Independencefjord en het Frederick E. Hydefjord. De zee is vernoemd naar Carl Frederick Wandel (1843-1930), een Deens marineofficier en ontdekkingsreiziger.